# 大野島村
大野島村（おおのじまむら）は、福岡県三潴郡にあった村。現在の大川市の一部。

## 地理
筑後川下流の中州に位置していた。

## 歴史
- 1889年（明治22年）4月1日 - 町村制の施行により、三潴郡大野島村が単独で村制を施行し、大野島村が発足[1][2]。役場を字深江湖に設置[1]。
- 1901年（明治34年）4月1日 - 役場を字西古津に移転[1]。
- 1920年（大正9年）- 大野島郵便局開設[1]
- 1954年（昭和29年）4月1日 - 三潴郡大川町、田口村、川口村、木室村、三又村と合併して大川市を新設して廃止[1][2]。

## 交通

### 橋梁
- 1951年（昭和26年）- 早津江橋竣工[1]